# سفارت کره جنوبی در آنکارا
سفارت کره جنوبی در آنکارا (به لاتین: Embassy of South Korea) یک سفارت در ترکیه است که در آنکارا واقع شده‌است.